# Veliko rimsko kazalište u Puli
44°52′0″N 13°50′44.7″E / 44.86667°N 13.845750°E
Veliko rimsko kazalište u Puli izgrađeno je vjerojatno u 1. stoljeću izvan gradskih zidina na jednom od sedam brežuljaka Pule, Monte Zaru. Uz Veliko kazalište extra murros izgrađeno je i Malo kazalište unutar gradskih zidina.
Poput Arene i ovo je kazalište bilo preveliko za izgradnju unutar gradskih bedema. Stoga su se u vrijeme izgradnje našli izvan granica grada u njegovoj neposrednoj okolici. Kazalište je primalo 4.000 gledatelja. Danas se od njega mogu vidjeti isključivo blokovi koji su temelji jednog ugla zgrade. Kazalište je bilo prvo zapušteno, a potom i oštećeno požarom nakon udara groma te su njegovi ostaci u srednjem vijeku iskorišteni za gradnju drugih zgrada u Istri. Veliki dio tih ostataka iskoristio je u 17. stoljeću Antoine De Ville za izgradnju pulskog Kaštela.
Izgled Velikog rimskog kazališta može se vidjeti na srednjovjekovnim i novovjekovnim vedutama grada, te na crtežima koje je napravio Antoine De Ville.